# 名古屋市立宝南小学校
名古屋市立宝南小学校（なごやしりつ ほうなんしょうがっこう）は、愛知県名古屋市南区堤起町にある公立小学校。

## 歴史

### 沿革
- 1984年（昭和59年）4月1日 - 名古屋市立宝小学校分校として設置[1]。
- 1986年（昭和61年）4月1日[1] - 宝小学校より分離し、宝南小学校設置[2]。市営住宅の高層化などにより宝学区の人口が増加したことによる[2]。

### 児童数の変遷
『愛知県小中学校誌』（1998年）によると、児童数の変遷は以下の通りである。
| 1986年（昭和61年） | 911人 |  |
| 1987年（昭和62年） | 962人 |  |
| 1997年（平成9年）  | 783人 |  |

## 通学区域
所管する名古屋市教育委員会は、2019年（令和元年）9月1日現在、南区神松町・堤起町・浜田町・元塩町1丁目から同5丁目の各全域を通学区域として指定している。
また、卒業後の進学先は名古屋市立南光中学校となっている。